# 连二亚硫酸锌
连二亚硫酸锌，化学式ZnS2O4。

## 性质
无色细针状斜方结晶，有二氧化硫气味，易溶于水、氨。在热水中分解。有强还原性。在空气中易分解放出二氧化硫而失去还原性。

## 制法
由锌粉在水和乙醇中的悬浮液与通入的二氧化硫搅拌反应得到。
{\displaystyle {\rm {\ Zn+2SO_{2}(+2H_{2}O)\rightarrow ZnS_{2}O_{4}(+2H_{2}O)}}}

## 用途
用作木材、纸浆、织物、麻、植物油、粘土、高岭土和动物胶的漂白剂、采矿业中的选矿剂，以及用于甜菜和蔗糖溶液的处理。